# Саліньї (Румунія)
Саліньї (рум. Saligny) — село у повіті Констанца в Румунії. Адміністративний центр комуни Саліньї.
Село розташоване на відстані 159 км на схід від Бухареста, 45 км на захід від Констанци, 127 км на південь від Галаца.

## Населення
За даними перепису населення 2002 року у селі проживали 800 осіб, з них 799 осіб (99,9%) румунів. Усі жителі села рідною мовою назвали румунську.